# Meterik
Meterik (Limburgs: De Miëterik) is een kerkdorp in de gemeente Horst aan de Maas in de Nederlandse provincie Limburg, grenzend aan een vruchtbaar landbouwgebied in het noorden en een hoogveen genaamd De Peel in het westen. Meterik ligt aan een beek, de Kabroekse beek, die vruchtbare weidegronden biedt.
Meterik had op 1 januari 2023 1.710 inwoners. Het dorp staat bekend als een toevluchtsoord voor tijdelijke werknemers voor seizoenswerk in de agrarische sector. Momenteel komen veel van de werknemers uit Bulgarije en Roemenië.

## Geschiedenis
Op de heide velden die in Noord-Limburg ontstonden na de laatste ijstijd werden al tijdens het Mesolithicum (10.000-5.300 v.Chr.) stenen werktuigen achter gelaten. De oudst bekende permanente nederzetting dateert uit de IJzertijd tijdens de Keltische La Tène-cultuur (450-50 v.Chr.).  In 1983 werden delen van het rooster en de koepel van een pottenbakkersoven gevonden langs de St. Maartensweg in Schadijk die gedateerd werd uit ongeveer 500 v.Chr.[3] Sporen van aardewerk uit de IJzertijd uit een nabijgelegen nederzetting werden gevonden langs de Crommentuynstraat. En in 2006 werd in het Meterikse veld de omtrek van een boerderij uit de late IJzertijd (ongeveer 200 v.Chr.) ontdekt. Gezien de verdeling van die vondsten is het mogelijk dat het Meterikse veld (een es (geografie)) al in deze tijd is ontstaan. Als dat zo is, kan de naam Meterik uit de Keltische taal komen, bijvoorbeeld "mi ater ruc", wat "de hooiberg van mijn vader" betekent.
De regio was onderdeel van het Romeinse Rijk (50 v.Chr. - 456 n.Chr.), gelegen in de Civitas Tungrorum, met de instroom van de Germaanse stammen de Tungri en later Salische Franken. Een Romeinse munt werd gevonden op het Meterikse veld, en de naam Meterik zou ook ontstaan kunnen zijn toen een Romeinse soldaat hier land kreeg, maar er zijn geen Romeinse gebouwen gevonden.
Na 515 na Chr. maakte het gebied deel uit van Frankisch Austrasië, het Karolingische rijk en het Heilige Roomse Rijk. Een Karolingische nederzetting werd gevonden in het Meterikse Veld met de plattegronden van 23 grote en 21 kleine gebouwen en vier waterputten die dateren uit 625-1000 na Chr. Er ontwikkelde zich een feodaal landbouwsysteem, met het gezamelijke landbouwgebied en regelmatig verplaatsende boerderijen in dienst van de adel. Heide en mest werden gebruikt om het land te bemesten, waardoor de hoogte van het Meterikse veld in de loop van de tijd met ongeveer 1,7 meter steeg. Turf uit de Peel werd gebruikt als brandstof.
Meterik is ontstaan uit verspreide boerderijen rondom het open veld dat door deze nederzettingen ontstond, net als de gemeenschappen Schadijk (Limburgs: De Schaak) in het noorden, met arme ("schaaie") grond, en Middenlijk (Limburgs: Middelik) en Veld-Oostenrijk (Limburgs: Osterik) in het oosten. Hier is "ik" een verwijzing naar het veld, de es (geografie) (ook: enk, rijk), maar het is niet duidelijk waar dan de naam Meterik vandaan komt.
De oudste schriftelijke verwijzing naar 'Meterick' voor het gebied dateert uit 1483.  In de middeleeuwen (na 1100 na Chr.) werd het gebied onderdeel van het graafschap, het latere hertogdom, Gelre. De eerste machtscentra lagen langs de rivier de Maas. In 1326 werd het nabijgelegen kasteel Huys Ter Horst gesticht aan de samenvloeiing van de Kabroekse Beek en de Grote Molenbeek. Het middeleeuwse kasteel ontwikkelde zich tot een huis voor de adel, maar de rechten op de gronden in het Meterikse Veld wisselden van eigenaar. Op een gegeven moment was het noordelijke deel van het veld bij Schadijk in handen van de familie Van Mirlaer (Meerlo, dichter bij de samenvloeiing van de Grote Molenbeek en de rivier de Maas), terwijl de zuidelijke en oostelijke delen in handen waren van de eigenaren van het kasteel Huys Ter Horst.
In de middeleeuwen had Meterik een eigen verdedigingswerk, een zogenaamde "schans", ongeveer 0,5 hectare groot die bestond uit een aarden wal en een overstroomde gracht met een ophaalbrug. In 1622 wordt het gebied genoemd als de "schansweide". In 1755 stond er een klein huis, maar dat werd in 1793 afgebroken voordat de oudst bekende moderne topografische kaart van het gebied werd getekend, de Tranchot en v. Mueffling-kaart van 1802–1804.  Het lag waarschijnlijk in een verborgen, begroeid gebied bij de beek aan de Donkstraat waar lang de familie "Schans" heeft gewoond.
Pas met politieke veranderingen na de Franse bezetting in 1794, de afschaffing van de adellijke heerlijkheden in 1798 en de latere oprichting van het Verenigd Koninkrijk der Nederlanden, vestigde het feodale systeem van verhuisboerderijen zich in een aantal familiebedrijven. De namen van de families die deze boerderijen bouwden, staan op de Tranchot-kaart en worden nog steeds doorgegeven aan latere generaties in de vorm van een informele Limburgse naam die veel lokale bewoners gebruiken. Die naam verwijst naar de naam van een boerderij of plaats.[10] 
Ten noorden en oosten van het veld ontstond door toenemende verwijdering van heide plaggen een kaal landschap met zandduinen, die in de jaren rond 1850 en 1860 werden beplant met dennebomen en zo de 'Schadijker Bossen' creërden. De uitvinding van kunstmest leidde vervolgens tot de agrarische ontwikkeling van de resterende heidevelden ten zuiden van het veld, met als restantje het "Rotven".
Meterik werd een kerndorp aan het einde van de 19e eeuw, toen lokale boeren toestemming kregen om een kerk te stichten op voorwaarde dat ze zelf voor de inkomsten van de priester zouden zorgen. Vervolgens werd er een kerk en een huis voor de priester gebouwd, en een windmolen naar het dorp gebracht die de priester inkomsten gaf.[  Een school was er al in 1733 in Meterik, uitgebreid in 1911 (nu een gymnastiekzaal), terwijl er in 1919 een hal voor de boerenbond (LLTB) werd gebouwd en in 1925 het klooster "St. Theresia".

## De kerk
De kerk van Meterik, de Sint-Jan de Evangelist, werd in 1899 gebouwd naar ontwerp van architect Caspar Roermond Franssen. De eerste priester arriveerde in 1904. In 1922 vergrootte zijn zoon Joseph Franssen het ontwerp van de kerk, omdat de vroege kapel te klein was geworden. Na schade tijdens de Tweede Wereldoorlog werd in 1946 de huidige kerk gebouwd.

## Poolse parochie
De Polen, die in groten getale zijn neergestreken in Noord-Limburg en Oost-Brabant, hebben sinds 2006 in Meterik een eigen parochie. Het betreft een zogeheten categoriale parochie, die niet gebonden is aan een gebied, maar aan een groep mensen. De Poolse parochie heeft een Poolse pastoor en heeft de kerk van Meterik als thuisbasis.

## Bezienswaardigheden
- Op de Schadijkerweg 36 staat de molen Eendracht Maakt Macht. Dit is een beltmolen, die in 1899 werd gebouwd door Wijnhoven uit Venray. De huidige molenaar is Michiel Baltussen.
- De Sint-Johannes Evangelistkerk uit 1900, 1923 en 1946.
- De Oude Jongens School, nu een gymnastiek hal met voorgevel bewaard, is in 1911 gebouwd als een uitbreiding van een 1-lokaal school die al sinds 1733 in Meterik is geweest
- De Bondszaal is een gebouw uit 1925 en de voormalige zaal van de boerenbond.
- Het voormalige Theresiaklooster, aan Rector De Fauwestraat 28-38, uit 1924. Architect was H. Heijnen. Hier leefden de Kleine Zusters van de Heilige Joseph. In 1979 werden er woningen in dit klooster gebouwd.
- De Sint-Luciakapel aan Afhangweg 13. Wegkapel, gesticht in 1782 en in 1971 gerestaureerd. Deze bevat een Pietà, en beelden van de Heilige Lucia en Sint-Rochus, alle uit het 4e kwart van de 18e eeuw.
- De Onze-Lieve-Vrouw-Onbevlekt-Ontvangenkapel in Schadijk.

## Natuur en landschap
Meterik wordt omgeven door landbouwgebied met vaak grootschalige bedrijven (champignonteelt, glastuinbouw). De hoogte bedraagt ongeveer 25 meter. In het noordwesten vindt men de Schadijkse bossen en in het voormalige heideland, ten zuidoosten van de kern, ligt het Rotven, tegenwoordig een bosgebiedje.
Langs Meterik loopt de Kabroeksebeek.

## Nabijgelegen kernen
- Horst
- Hegelsom
- America
- Leunen
- Castenray

## Geboren
- Willem Jozef Droesen (1898-1992), politicus
- Piet Driessen (1950), voetballer
- Peter Jenniskens (1962), astronoom
- Jens Craenmehr (2002), voetballer